# Campionati mondiali di volo con gli sci 1973
I Campionati mondiali di volo con gli sci 1973, seconda edizione della manifestazione, si svolsero dal 9 all'11 marzo a Oberstdorf, in Germania Ovest, e contemplarono esclusivamente la gara individuale maschile. Furono realizzate due serie di salti.

## Risultati
| Posizione | Atleta                | Nazione          | Punti |
| --------- | --------------------- | ---------------- | ----- |
| 1         | Hans-Georg Aschenbach | Germania Est     | 418,5 |
| 2         | Walter Steiner        | Svizzera         | 418,0 |
| 3         | Karel Kodejška        | Cecoslovacchia   | 410,0 |
| 4         | Dietrich Kampf        | Germania Est     | 406,5 |
| 5         | Rudolf Höhnl          | Cecoslovacchia   | 394,0 |
| 6         | Jurij Kalinin         | Unione Sovietica | 393,0 |

Trampolino: Heini Klopfer

## Medagliere per nazioni
| Posizione | Nazione        | Oro | Argento | Bronzo | Totale |
| --------- | -------------- | --- | ------- | ------ | ------ |
| 1         | Germania Est   | 1   | 0       | 0      | 1      |
| 2         | Svizzera       | 0   | 1       | 0      | 1      |
| 3         | Cecoslovacchia | 0   | 0       | 1      | 1      |